# Georg Freiesleben
Georg Otto Freiesleben (* 6. Februar 1839 in Dresden; † 25. April 1919) war Senatspräsident beim Reichsgericht.

## Leben
Er stammt aus einer Juristen- und Theologenfamilie aus Oberfranken und Ostthüringen. Er war der Enkel von Johann Carl Freiesleben. Sein Sohn Hans Freiesleben (1871–1945) war ebenfalls Senatspräsident am Reichsgericht. 1863 wurde der Sachse Freiesleben vereidigt. 1870 wurde er Hilfsarbeiter beim Appellationsgericht. 1872 ernannte man ihn zum Gerichtsrat. 1873 wurde er zum Appellationsgerichtsrat befördert. 1879 wurde Landgerichtspräsident am Landgericht Plauen. Am Neujahrstag 1881 kam er an das Reichsgericht. 1893 wurde er zum Senatspräsidenten des IV. Strafsenat ernannt. Er trat am 1. April 1906 in den Ruhestand. 
Er wurde in einer Wandstelle der IX. Abteilung des Neuen Johannisfriedhofes beerdigt.